# Kaja Grobelna
Kaja Grobelna est une joueuse de volley-ball belge née le 4 janvier 1995 à Radom (Pologne). Elle mesure 1,88 m et joue au poste d'attaquante.

## Clubs
| Club                        | De        | À         |
| --------------------------- | --------- | --------- |
| VC Kapellen                 | 2007-2008 | 2009-2010 |
| Fixit Kalmthout             | 2010-2011 | 2011-2012 |
| Asterix Kieldrecht          | 2012-2013 | 2014-2015 |
| VC Stuttgart                | 2015-2016 | 2015-2016 |
| Budowlani Łódź              | 2016-2017 | 2017-2018 |
| Futura Volley Busto Arsizio | 2018-2019 | 2018-2019 |
| Chieri '76                  | 2019-2020 | …         |

## Palmarès

### Équipe nationale
- Ligue européenne
  - Finaliste : 2013.

### Clubs
- Coupe de la CEV
  - Vainqueur : 2019.
- Championnat de Belgique
  - Vainqueur : 2014, 2015.
  - Finaliste : 2013.
- Coupe de Belgique
  - Vainqueur : 2014, 2015.
  - Finaliste : 2013.
- Supercoupe de Belgique
  - Vainqueur : 2012, 2014.
- Coupe d'Allemagne
  - Finaliste : 2016.
- Championnat d'Allemagne
  - Finaliste : 2016.
- Coupe de Pologne
  - Vainqueur : 2018.
  - Finaliste : 2017.
- Championnat de Pologne
  - Finaliste : 2017.
- Supercoupe de Pologne
  - Vainqueur : 2017.